# Lichtblick-Kino
Das Lichtblick-Kino ist ein unabhängiges Programmkino, dessen Anfänge ins Jahr 1994 zurückgehen. Es befindet sich in der Kastanienallee 77 im Berliner Stadtteil Prenzlauer Berg.

## Programmschwerpunkte

### Ein breites Spektrum
Programmschwerpunkte sind Arthouse, Klassiker, Dokumentarfilme, Kurzfilme, Retrospektiven und Werkschauen, avantgardistische und surrealistische Filme. Seit den Anfängen verfolgt das Kino das Ziel einer engagierten politischen Mitwirkung am Berliner Kulturleben. Die Wochenend-Nachmittage sind dem Kinderkino gewidmet.

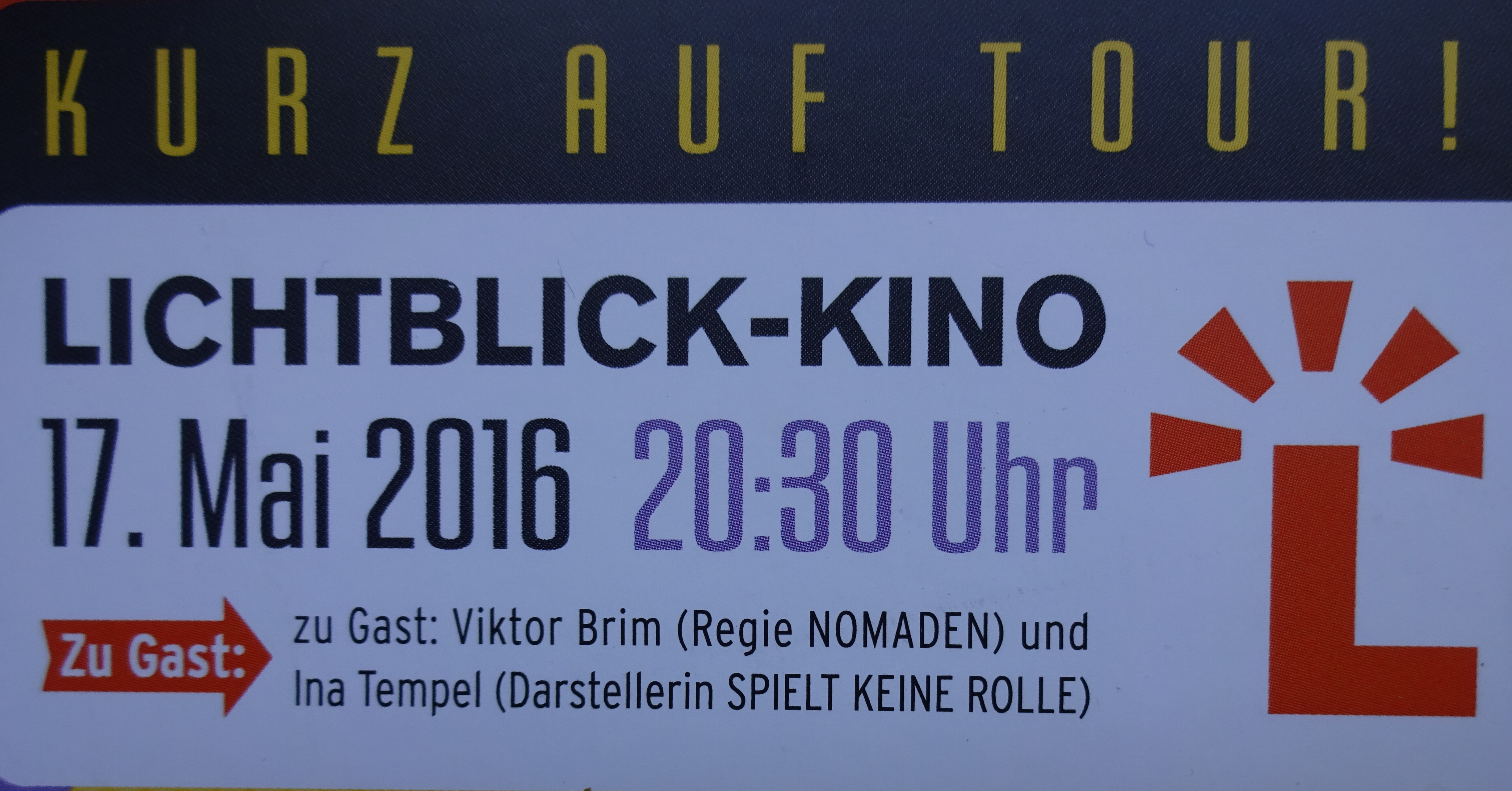
Ankündigung eines Publikumsgesprächs im Rahmen der Tournee der Kurzfilmpreisträger 2016.

Häufig finden Vorführungen in Anwesenheit der Filmemacher mit anschließendem Publikumsgespräch statt. Viele Filme werden auch in Originalfassung oder OmU gezeigt. Auch Erstaufführungen fanden im Lichtblick-Kino schon statt, z. B. 2004 Marie Langer. Der Roman der Erinnerungen von Corinna Wichmann und Lester Y. Cano Alvarez.

### Retrospektiven
Eine Retrospektive zu Jean-Luc Godard stand 2005 auf dem Spielplan, 2011 zu François Truffaut. 2015 wurde eine Werkschau zu Axel Ranisch veranstaltet.

### Surrealistisches
Jährlich am 22. Februar feiert das Kino den Geburtstag von Luis Buñuel mit filmischen Rückblicken oder einer Gala.
Im Jahr 2000 beteiligte sich das Lichtblick-Kino am Filmfestival Berliner Surreale III.

## Geschichte
Träger ist der von Torsten Frehse und Wulf Sörgel 1994 gegründete Stattkino Berlin e.V.
Das Lichtblick-Kino ging aus dem Stattkino hervor, das nur 1994 existierte, aber keine ständige Spielstätte hatte. Es organisierte Filmreihen zu politischen Themen.
1995 startete der Betrieb des Lichtblick-Kinos in der Wolliner Straße 19.
Zum 30. September 1997 wurde den Betreibern des Kinos der Mietvertrag gekündigt: Der Saal wurde Teil des daneben liegenden Delta Filmtheaters (später Arkona), dessen Besitzer dort ein Kinocenter errichten wollte. Das Lichtblick-Kino konnte schon einige Monate später 1998 im Hausprojekt Kastanienallee 77 neu eröffnet werden.

## Prinzipien
Das Kino wird seit der Gründung als Kollektiv betrieben. „Wir sind ein Kollektiv und wollen beweisen, dass kollektives Arbeiten auch funktioniert“, so lautet ein Grundsatz. Statt hierarchischer Entscheidungen gelten Konsensprinzip und Vetorecht.
Das Lichtblick-Kino nimmt keine staatliche Förderung in Anspruch und verzichtet auf Werbeeinnahmen.
Das Lichtblick-Kino und die Menschen, die es von Beginn an prägten, wirken weit über das Zeigen von Filmen hinaus: Zahlreiche ehemalige und aktuelle Mitwirkende sind heute in der Kinobranche aktiv, als Verleiher, Kinobetreiber oder Filmemacher. Aus dem Umfeld des Kinos sind viele Projekte und Initiativen der Berliner Kinolandschaft hervorgegangen.

## Ort
Das Lichtblick-Kino ist ein Ein-Saal-Kino und eines der kleinsten Lichtspieltheater Berlins. Der Kinosaal ist nur etwa 50 Quadratmeter groß und verfügt über 32 Plätze.
Das Gebäude Kastanienallee 77 ist das älteste Haus im Prenzlauer Berg. In den heutigen Kinoräumen befanden sich früher die Wohnung eines Fleischers und sein Verkaufsraum, von dem man im Foyer noch Überbleibsel sehen kann, etwa Fliesen an den Wänden oder Metallhalterungen, an denen Stangen mit Fleischerhaken hingen. Auf kleinstem Raum wurden ein Projektorraum und neun Sitzreihen mit relativ hoher Abstufung eingebaut. An der Decke ist Stuck, eine Wand ist mit bunten Quadraten bemalt, auf denen fünf quadratische Lampen in unterschiedlichen Farben leuchten.
Die technische Ausstattung ist für D-Cinema, 35 mm und 16 mm ausgelegt.

## Auszeichnungen
- 2015: Kinoprogrammpreis[12]
- 2014: Kinoprogrammpreis[13]
- 2013: Kinoprogrammpreis[14]
- 2010 Sonderpreis  für das beste Kurzfilmprogramm 2009 im Rahmen der Verleihung des Kinoprogrammpreises[15]
- 2007: Kinoprogrammpreis[16]
- 2004: Kinoprogrammpreis[17]
- 2000: Kinoprogrammpreis[11]
- 1999 Auszeichnung Bestes Programmkino Berlins, Stadtmagazin Zitty[10]

## Mitgliedschaften
- Arbeitsgemeinschaft Kino – Gilde deutscher Filmkunsttheater[18]

## Beteiligung an Festivals
- Latin American Short Film Festival Berlin[19]
- Deutscher Kurzfilmpreis: Kinotournee der Preisträger[20]